# Hispanist
Een hispanist is een specialist in de Spaanse taal- en letterkunde, met name in het Spaans dat gesproken wordt in Spanje en Spaans-Amerika. Het kan ook een kenner zijn van de literatuur uit dat taalgebied.

## Bekende hispanisten
- Gerald Brenan

- Gemeinsame Normdatei: 4669578-3
- Nationale Bibliotheek van Tsjechië: ph228420